# 고금운회거요

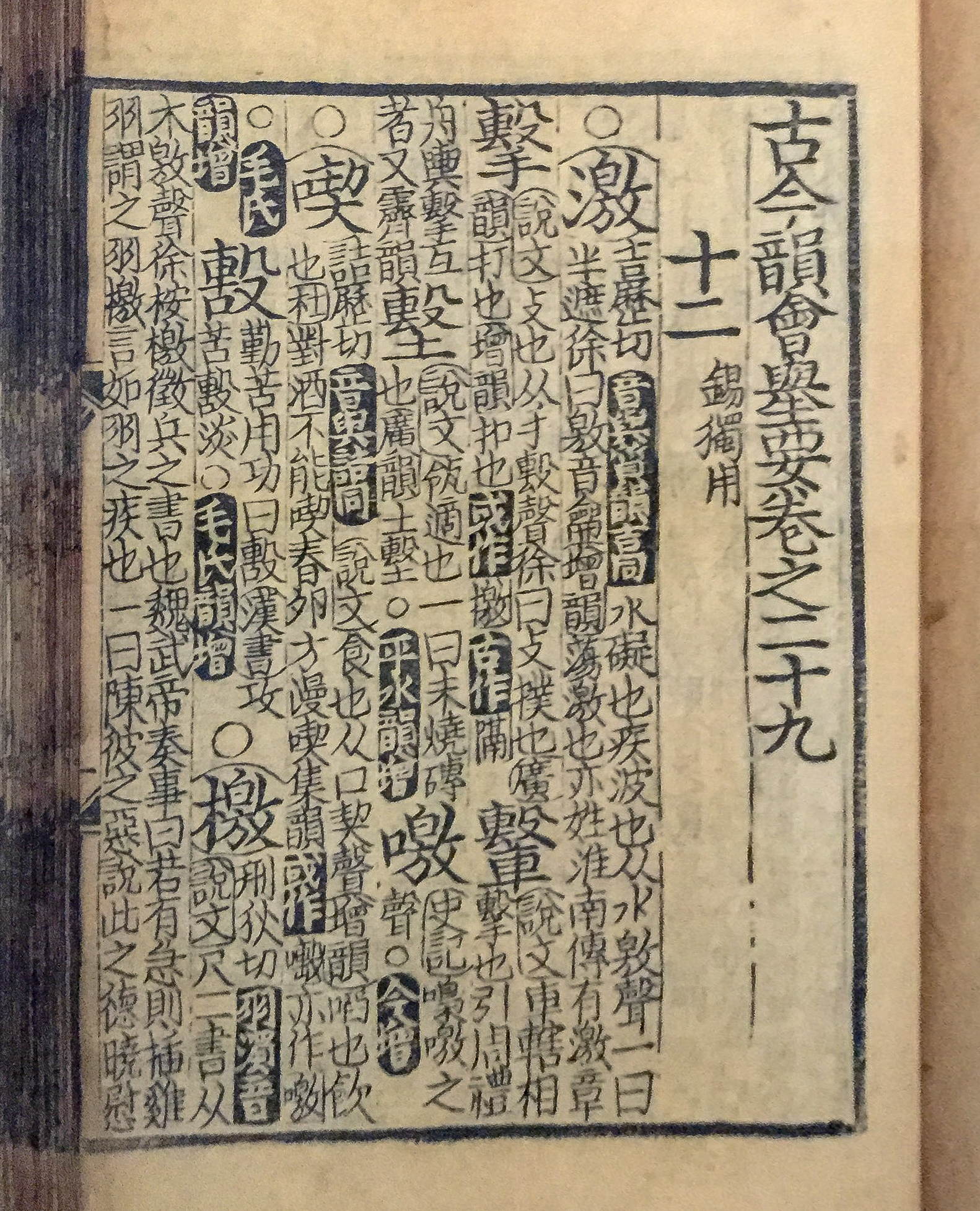
대한민국 국립한글박물관에 전시 중인 《고금운회거요》 제29권(2014년 12월).

《고금운회거요》(古今韻會擧要)는 중국 원나라 때 웅충(熊忠)이 그의 스승인 황공소(黃公紹)가 1292년에 지은 《고금운회》(古今韻會)에 주석을 달아 전 30권으로 만든 운서이다. 이 책은 《홍무정운》(洪武正韻) 등과 함께 조선 시대에 널리 이용되었으며, 세종 16년(1434)에 처음 간행되었고, 선조 대 등 여러 차례 간행되었다. 이 책은 대한민국에서 문화재로 지정되어 있다. 

## 지정문화재
- 국립중앙박물관 소장본: 보물 제1158호로 지정되었다.
- 대전선사박물관 소장본: 대전광역시의 문화재자료 제57호로 지정되었다.